# Geoff Wegerle
Geoff Wegerle, né le 9 juin 1954 à Pretoria, est un ancien footballeur sud-africain. Il est l'un des joueurs emblématique d'Arcadia Shepherds, avec qui il marque plus de 100 buts.
Ses frères Steve et Roy ont aussi été joueurs de football professionnel.

## Biographie

### Débuts en Afrique du Sud
Il commence sa carrière à Arcadia Shepherds. Il fait sa première apparition à l'âge de 15 ans en 1969, lors d'un match face à Durban United, où il inscrit un but.
Il joue alors sur l'aile gauche pendant que son frère Geoff joue sur le côté opposé.
Le 20 avril 1974, il participe au premier match en Afrique du Sud où prennent part Noirs et Blancs, une pratique normalement interdite par l'apartheid. Ce match oppose une équipe de joueurs blancs à une autre de joueurs noirs.
Avec Arcadia il remporte le triplé en 1974, saison au cours de laquelle il inscrit 20 buts. Au total, lors de ses différents passages à Arcadia il inscrit plus de 100 buts.

### Feyenoord Rotterdam
Il est recruté par Feyenoord lorsque le club s'intéresse à son frère, Steve. Le club néerlandais souhaite s'attacher les services de Steve mais celui-ci impose que son frère fasse partie du transfert. Ils signent tous les deux pour deux ans avec possibilité qu'une des deux parties rompe le contrat après deux semaines ou après un an. Feyenoord n'étant pas obligé de verser une indemnité à Arcadia si les joueurs ne restent pas plus d'un an.
Il joue son premier match lors d'un amical face au Vitesse Arnhem remporté 5-1, où il est l'auteur du 3-0. Puis il joue son second match face à Derby County au stade Feijenoord devant 41 000 spectateurs. Lors de ces deux matchs, il est salué par la presse à l'instar de son frère, bien que Willem van Hanegem ait émis des doutes sur les qualités des deux joueurs.
Après ces deux premiers matchs amicaux, et ses premières minutes face au FC Utrecht le 17 août 1975 en remplacement de Kreuz, il joue régulièrement avec l'équipe C, où il marque 14 buts en 11 matchs. Ses bonnes performances font qu'il connaît sa première titularisation en match officiel le 9 novembre 1975, lors du derby face au Sparta Rotterdam, match au cours duquel il remplace Van Hanegem qui est suspendu. C'est lui qui inscrit le seul but de Feyenoord lors de ce match nul. Le match se termine sur le score nul de 1-1.
Avant cette première apparition en championnat, il dispute une rencontre de Coupe face à Veendam. Feyenoord remporte la partie 5 à 0 et il inscrit un but.
Geoff et Steve sont libérés par Feyenoord en mars 1976. Les deux frères, qui ont perdu confiance en eux tout au long de leur séjour à Rotterdam sans jamais réussir à s'imposer, sont considérés depuis comme comptant parmi les plus grands « flop » de Feyenoord,.

## Palmarès
- Avec  Arcadia Shepherds
  - Champion d'Afrique du Sud en 1974
  - Vainqueur de la Coupe de la NFL en 1974
  - Vainqueur de l'UTC Bowl Cup en 1974

## Statistiques détaillées
| Saison                | Club                  | Championnat           | Championnat | Championnat | Championnat | Coupe(s) nationale(s) | Coupe(s) nationale(s) | Coupe(s) nationale(s) | Compétition(s) continentale(s) | Compétition(s) continentale(s) | Compétition(s) continentale(s) | Compétition(s) continentale(s) | Total | Total | Total |
| Saison                | Club                  | Division              | M.          | B.          | P.d.        | M.                    | B.                    | P.d.                  | Comp.                          | M.                             | B.                             | P.d.                           | M.    | B.    | P.d.  |
| 1975-1976             | Feyenoord Rotterdam   | Eredivisie            | 3           | 1           | -           | -                     | -                     | -                     | C3                             | 0                              | 0                              | 0                              | 3     | 1     | 0     |
| 1978                  | Oakland Stompers      | NASL                  | 22          | 1           | 6           | -                     | -                     | -                     | -                              | -                              | -                              | -                              | 22    | 1     | 6     |
| 1983                  | Toronto Blizzard      | NASL                  | 13          | 2           | 1           | -                     | -                     | -                     | -                              | -                              | -                              | -                              | 13    | 2     | 1     |
| 1984                  | Toronto Blizzard      | NASL                  | 0           | 0           | 0           | -                     | -                     | -                     | -                              | -                              | -                              | -                              | 0     | 0     | 0     |
| 1986-1987             | Tampa Bay Rowdies     | AISA                  | 10          | 0           | 0           | -                     | -                     | -                     | -                              | -                              | -                              | -                              | 10    | 0     | 0     |
| 1988                  | Tampa Bay Rowdies     | ASL                   | 3           | 0           | 0           | -                     | -                     | -                     | -                              | -                              | -                              | -                              | 3     | 0     | 0     |
| Total sur la carrière | Total sur la carrière | Total sur la carrière | 51          | 4           | 7           | 0                     | 0                     | 0                     | -                              | 0                              | 0                              | 0                              | 51    | 4     | 7     |

## Vie privée
Geoff Wegerle grandit à Pretoria. Deux de ses grands-parents viennent de Stuttgart et ont émigré en Afrique du Sud à la fin de la Seconde Guerre mondiale, une de ses grands-mères est écossaise. 
Contrairement à son frère Steve, il est déjà marié avant de partir à Rotterdam à l'occasion de son transfert pour Feyenoord.
Ses deux frères, Steve et Roy sont également footballeurs.